# Rosmarie Bleuer
Rosmarie Bleuer-Hirschy (Grindelwald, 16 maart 1926 - Bern, 26 februari 2021) was een Zwitserse alpineskiester. Zij nam deel aan de Olympische Winterspelen van 1948.

## Biografie
Rosmarie Bleuer debuteerde in 1945 op de Zwitserse nationale kampioenschappen voor junioren, toen ze goud pakte op de afdaling en tweede werd op de slalom. Het jaar daarop werd ze nationaal kampioen bij de junioren in beide evenementen en twee jaar later maakte ze haar internationale seniordebuut op de Olympische Spelen van 1948 in St. Moritz. Daar eindigde ze als zesde in de gecombineerde, negende in de afdaling en dertiende in de slalom. Haar volgende grote stop was het Wereldkampioenschap van 1950, waar ze 15e werd in de afdaling, 17e in de reuzenslalom en gediskwalificeerd op de slalom. Ze werd tweede in de slalom op de nationale kampioenschappen in 1951, achter Olivia Ausoni, maar stopte aan het einde van het seizoen met actieve competitie.

## Belangrijkste resultaten

### Olympische Winterspelen
| Jaar | Plaats       | Discipline  | Onderdeel      | Resultaat |
| ---- | ------------ | ----------- | -------------- | --------- |
| 1948 | Sankt Moritz | alpineskiën | afdaling (v)   | 9e        |
| 1948 | Sankt Moritz | alpineskiën | slalom (v)     | 13e       |
| 1948 | Sankt Moritz | alpineskiën | combinatie (v) | 6e        |